# Гаевое (Луганская область)
Гаевое (укр. Гайове) — село в Лутугинском районе Луганской области Украины. Под контролем самопровозглашённой Луганской Народной Республики. Входит в Веселотарасовский сельский совет.

## География
Село расположено на реке Белой (правый приток Лугани, бассейна Северского Донца). Соседние населённые пункты: село Сабовка (ниже по течению Лугани) на севере, город Александровск и посёлок Юбилейное на северо-востоке, город Луганск на востоке, посёлок Белое и село Весёлая Тарасовка (оба выше по течению реки Белой) на юго-западе.

## Население
Население по переписи 2001 года составляло 298 человек.

## Общие сведения
Почтовый индекс — 92010. Телефонный код — 6436. Занимает площадь 0,79 км².

## Местный совет
92009, Луганская обл., Лутугинский р-н, с. Весёлая Тарасовка, ул. Колхозная, 5; тел. 96-5-43